# The Capitol (film)
The Capitol er en amerikansk stumfilm fra 1919 af George Irving.

## Medvirkende
- Leah Baird - Margaret Kennard / Agnes Blake
- Robert T. Haines - Eustace Kennard
- Alexander Gaden - James Carroll
- William B. Davidson - Blake
- Downing Clarke - Henry Garretson
- Ben Hendricks Sr. - James Lamar
- Donald MacBride - Jimmy Vincent
- Mildred Rhoads - Kennard